# Mentelmi jog
A mentelmi jog (latinul immunitas) a parlamenti (Magyarországon országgyűlési) képviselő törvényben szabályozott sérthetetlensége.
A mentelmi jog valamennyi modern parlamenti rendszer elengedhetetlen tartozéka. Kifejlett formájában fő rendeltetése az, hogy a képviselők személyes biztonságának fokozott védelmével óvja a törvényhozó testület függetlenségét a parlamenten kívüli illetéktelen befolyásoktól és zaklatásoktól.
Ez a jog minden parlamenti képviselőt megillet. Jelentése, hogy a képviselő nem vonható felelősségre a bíróság vagy más hatóság előtt, szavazata, véleménynyilvánítása miatt, és emiatt büntetőeljárás sem indulhat ellene.
A képviselő nem mondhat le erről a jogáról, letartóztatni vagy őrizetbe venni csak tettenérés esetén lehet. Büntető vagy szabálysértési eljárás csak akkor indulhat ellene, ha a mentelmi jogát felfüggesztik.
A képviselő nem vonható felelősségre leadott szavazata, véleménye miatt. Ez a mentesség nem vonatkozik az államtitoksértésre, a rágalmazásra és a becsületsértésre, valamint a képviselők polgári jogi felelősségére. 
A mentelmi jog célja, hogy a képviselő zavartalanul tudja végezni a munkáját. Ha a parlament megszavazza, akkor e mentelmi jog felfüggeszthető.

## A magyar Országgyűlésben

### 1990–2012
1990. július 27-én lépett hatályba az országgyűlési képviselők jogállásáról szóló 1990. évi LV. törvény, amely 2012. április 20-ig volt hatályos.
A mentelmi jog részleteit a házszabály szabályozta.

#### 1990. évi LV. törvény, 4. §
1. A képviselő bíróság vagy más hatóság előtt – megbízatásának ideje alatt és azt követően – nem vonható felelősségre leadott szavazata, továbbá a megbízatásának gyakorlása során általa közölt tény vagy vélemény miatt. Ez a mentesség nem vonatkozik az államtitoksértésre, a rágalmazásra és a becsületsértésre, valamint a képviselők polgári jogi felelősségére.
2. Az (1) bekezdésben meghatározott mentesség kiterjed a közhatalmat gyakorló személy vagy közszereplő politikus sérelmére elkövetett becsületsértésre, valamint – amennyiben a képviselőnek nem volt tudomása arról, hogy a közlés a lényegét tekintve valótlan – rágalmazásra.

A mentelmi jog a törvény előtti egyenlőség alkotmányos elve alóli kivétel, amelyet a közjogi hagyományaink által meghatározott formában az alkotmányos függetlenséggel rendelkező tisztségviselők befolyásmentes működésének garanciájaként indokolt megőrizni, ugyanakkor a jogintézmény megtépázott tekintélyét vissza kell állítani, ezért a védett személyek körét jelentősen szűkíteni, a védelem tartalmát pedig a visszaélésszerű joggyakorlás kizárása érdekében egyértelműsíteni kell.
Az egyes törvények mentelmi jogra vonatkozó rendelkezéseinek módosításáról szóló törvény töredékére csökkenti a mentelmi jogban részesülők számát, mivel a jogosultakat az Alkotmányban nevesített tisztségviselőkre korlátozza, ezért egyrészt az ügyészségi titkárt, fogalmazót, nyomozót és ügyészségi ügyintézőt a jövőben egyáltalán nem illetné meg a mentelmi jog, másrészt a bírósági ülnökök mentelmi joga a módosítás értelmében csak az anyagi jogi védelemre (az ülnöki tevékenységgel összefüggő véleménynyilvánításra és a szavazat miatti felelősségmentességére) terjedne ki, eljárási védelmük azonban megszűnne. Lényegesen átalakul, áttekinthetőbbé válik a mentelmi jog szabályozási rendszere. Az eddigi széttagolt, tisztségenként eltérő, ám sokban párhuzamos szabályok helyett a mentelmi jog egységesül. Az országgyűlési képviselőkre vonatkozó anyagi jogi rendelkezések képezik a szabályozás alapját: ezekre az egyéb tisztségekhez kapcsolódó szabályok – az Alkotmánybíróságról szóló 1989. évi XXXII. törvényben (a továbbiakban: Abtv.) szereplő jelenlegi megoldáshoz hasonlóan – tartalmilag hivatkoznak, így a külön törvények csak az adott tisztségre vonatkozó speciális eljárásjogi szabályokat tartalmazzák (a felfüggesztésre jogosult, illetve a mentelmi jog megsértése esetén intézkedni jogosult szerv megjelölése). Ezen felül a szabálysértési- és büntetőeljárás szabályai is igazodnak az új megoldáshoz, kiküszöbölve egyben a jelenlegi szabályozási hiányokat és párhuzamosságokat.
A 34/2004. (IX. 28.) AB határozat alkotmányos követelményként állapította meg, hogy a mentelmi jognak az országgyűlési képviselőknek a más közhatalmat gyakorló személyt érintő – a közügyek megvitatásával kapcsolatos – értékítéletet kifejező véleménynyilvánítására és általa nem ismerten valótlan tényállítására is ki kell terjednie. A szabályozásnak természetesen e követelményeket is ki kell elégítenie.
Az országgyűlési képviselők jogállásáról szóló 1990. évi LV. törvény módosítása nyomán a képviselői anyagi jogi mentesség a 34/2004. (IX. 28.) AB határozattal összhangban abban az esetben terjed ki a közhatalmat gyakorló személy vagy közszereplő politikus sérelmére elkövetett becsületsértésre, valamint rágalmazásra is, amennyiben a képviselőnek nem volt tudomása arról, hogy a közlés a lényegét tekintve valótlan.
BH2002. 178. Az Országgyűlés vizsgálóbizottságának zárt ülésén meghallgatott személy tényállításának valóságáért helytállni tartozik a bizottság tagja, ha az elhangzottakat – anélkül, hogy ez joga vagy kötelezettsége volna – a sajtó útján nyilvánosságra hozza [1949. évi XX. törvény 59. §, 61. § (1) bekezdés, 1959. évi IV. törvény 75. § (1) bekezdés, 78. § (2) bekezdés, 84. § (1) bekezdés, 355. § (4) bekezdés, 1990. évi LV. törvény 4. §, 1976. évi 8. tvr., 1993. évi XXXI. törvény, 1952. évi III. törvény 163. § (3) bekezdés, 206. § (3) bekezdés, PK 14. sz. állásfoglalás].
BH1999. 51. Ha az országgyűlési képviselő ellen a képviselői megbízatásának tartama alatt – de nem a képviselői minőségével összefüggésben – elkövetett közlekedési bűncselekmény miatt indul büntetőeljárás, amelynek lefolytatása közben a képviselői megbízatása – az Országgyűlés működésének befejezésével – megszűnt: a büntetőeljárás lefolytatásának nincs akadálya [Alkotmány 20. § (3) bek., 20/A. § (1) bek., Btk. 22. § i) pont, 187. § (2) bek. b) pont, Be. 213. § (3) bek. c) pont, 1990. évi LV. tv. 2-5. §, Alkotmánybíróság 1092/E/1996/3. sz. hat.].

#### 1990. évi LV. törvény, 5. §
1. A képviselőt csak tettenérés esetén lehet őrizetbe venni, és ellene csak az Országgyűlés előzetes hozzájárulásával lehet büntető eljárást, valamint szabálysértési eljárást indítani, vagy folytatni, továbbá büntető eljárásjogi kényszerintézkedést alkalmazni.
2. A mentelmi jog felfüggesztésére irányuló indítványt a vádirat benyújtásáig a legfőbb ügyész, azt követően, illetve magánvádas ügyben a bíróság terjeszti elő az Országgyűlés elnökéhez. Az indítványt a képviselő tettenérése esetén haladéktalanul elő kell terjeszteni.
3. Szabálysértési ügyben a mentelmi jog felfüggesztésére irányuló indítványt – a szabálysértési hatóság megkeresése alapján – a legfőbb ügyész terjeszti elő az Országgyűlés elnökéhez.
4. A mentelmi jog felfüggesztésére irányuló indítványt az Országgyűlés elnöke haladéktalanul átadja megvizsgálásra az Országgyűlés Mentelmi, összeférhetetlenségi és mandátumvizsgáló bizottságának, és ezt az Országgyűlés következő ülésnapján bejelenti.
5. A Mentelmi, összeférhetetlenségi és mandátumvizsgáló bizottság a határozati javaslatát legkésőbb harminc napon belül terjeszti be az Országgyűléshez.
6. Az Országgyűlés az ügyben vita nélkül határoz, de az érintett képviselő jogosult ismertetni álláspontját. A mentelmi jog felfüggesztése tárgyában hozott döntéshez a jelenlévő képviselők kétharmadának a szavazata szükséges.
7. A mentelmi jog felfüggesztése tárgyában hozott döntés csak arra az ügyre vonatkozik, amelyre az indítványt előterjesztették.

EBH2002. 737. II. A mentelmi jog az országgyűlési képviselőt korlátozott védelemben részesíti. A mentelmi jog védelme alatt álló képviselő ellen szabálysértési vagy büntetőeljárás megindítása, illetve folytatása, a tettenérés esetén foganatosítandó őrizetbevétel kivételével büntető eljárásjogi kényszerintézkedés alkalmazása kizárt. 
Minden más a bűncselekmény megelőzését, leplezését, bizonyítását szolgáló egyébként nem a büntetőeljárásról, hanem a rendőrségről szóló törvényben szabályozott intézkedés jogszerű és az országgyűlési képviselő mentelmi joga által nem korlátozott [1990. évi LV. tv. 5. § (1) bek., 1994. évi XXXIV. tv.].
BH2003. 447. II. A mentelmi jog az országgyűlési képviselőt korlátozott védelemben részesíti; a mentelmi jog védelme alatt álló képviselő ellen szabálysértési vagy büntetőeljárás megindítása, illetve folytatása, – a tettenérés esetén foganatosítandó őrizetbevétel kivételével – büntető eljárásjogi kényszerintézkedés alkalmazása kizárt, de minden más, a bűncselekmény megelőzését, leleplezését, bizonyítását szolgáló nem a büntetőeljárásról, hanem a rendőrségről szóló törvényben szabályozott – intézkedés jogszerű és az országgyűlési képviselő mentelmi joga által nem korlátozott [1990. évi LV. tv. 5. § (1) bek., 1994. évi XXXIV. tv.].
BH1999. 51. Ha az országgyűlési képviselő ellen a képviselői megbízatásának tartama alatt – de nem a képviselői minőségével összefüggésben – elkövetett közlekedési bűncselekmény miatt indul büntetőeljárás, amelynek lefolytatása közben a képviselői megbízatása – az Országgyűlés működésének befejezésével – megszűnt: a büntetőeljárás lefolytatásának nincs akadálya [Alkotmány 20. § (3) bek., 20/A. § (1) bek., Btk. 22. § i) pont, 187. § (2) bek. b) pont, Be. 213. § (3) bek. c) pont, 1990. évi LV. tv. 2-5. §, Alkotmánybíróság 1092/E/1996/3. sz. hat.].

#### 1990. évi LV. törvény, 6. §
1. A képviselő mentelmi jogáról – a szabálysértési eljárás kivételével – nem mondhat le. E jogát mindenki köteles tiszteletben tartani.
2. A képviselő köteles mentelmi jogának megsértését az Országgyűlés elnökének haladéktalanul bejelenteni. Az Országgyűlés elnöke a szükséges intézkedést haladéktalanul megteszi.

EBH2002. 737. I. A mentelmi jog felfüggesztése az országgyűlési képviselő büntetőjogi felelősségre vonásának a büntetőeljáráson kívül eső feltétele, amelyről az országgyűlés határoz. A mentelmi jog felfüggesztésének a jogszerűsége a büntetőeljárásban nem vizsgálható [Be. 15. § (4) bek., 1990. évi LV. tv. 5. és 6. §].
BH2003. 447. I. A mentelmi jog felfüggesztése az országgyűlési képviselő büntetőjogi felelősségre vonásának a büntetőeljáráson kívül eső feltétele, amelyről az országgyűlés határoz; a mentelmi jog felfüggesztésének a jogszerűsége a büntetőeljárásban nem vizsgálható (1990. évi LV. tv. 5. és 6. §)

#### 1990. évi LV. törvény, 7. §
1. A mentelmi jog a képviselőt a megválasztása napjától illeti meg.
2. A képviselő-választáson jelöltként igazolt személyt az 5. §-ban szabályozott mentelmi jog szempontjából úgy kell tekinteni, mintha képviselő lenne, a mentelmi jog felfüggesztéséről azonban nem az Országgyűlés, illetőleg annak Mentelmi, összeférhetetlenségi és mandátumvizsgáló bizottsága, hanem az Országos Választási Bizottság határoz. Az indítványt az Országos Választási Bizottság elnökéhez kell benyújtani.

### 2012 óta
Az 1990. évi törvényt 2012. április 20-ával felváltotta az Országgyűlésről szóló 2012. évi XXXVI. törvény. Ez számos helyen említi a mentelmi jogot, a VII. fejezet (73–79. §) pedig kifejezetten a kérdésről szól.
A mentelmi ügyek részleteit a házszabály írja elő, amely számos helyen hivatkozik a mentelmi jogra és a mentelmi bizottságra. A mentelmi ügyek intézéséről az első rész XIII. fejezete (146–147. §) szól részletesen.

## Az Európai Parlamentben
Az Európai Parlament eljárási szabályzatának 9. pontja szól az európai parlamenti képviselők mentelmi jogával kapcsolatos eljárásokról. 